# 关绍宗
关绍宗（1906年—1991年），男，锡伯族，奉天（今辽宁）开原人，中国矿山通风安全专家，曾任东北工学院教授，第四届全国政协委员。